# Дедяков

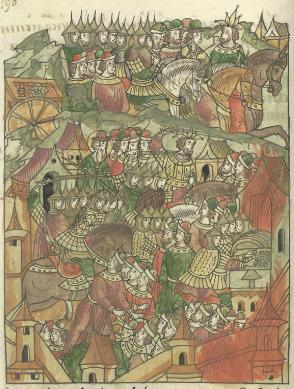
Взяття Дедякова в 1278 році.
Особовий літописний звід

Дедяков (також: Дедеяков, Тетяков, Тютяков) — середньовічне аланське (в літописах — «яське») місто на Передкавказзі, згадуване в руських літописах. Місцезнаходження Дедякова точно невідомо.

## У джерелах
Під 1277—1278 роками (6785-6786 рік від створення світу) у Симеонівському літописі, про участь руських князів у поході на Передкавкавказзя спільно з татарами, сказано: «Князь же Ростовський Гліб Василькович з братаничем своїм з князем Костянтином, князь Федір Ростиславич, князь Андрій Олександрович та інші багато князів з боярами й слугами поїхали на війну з царем Менгутемером, і поможе Бог князям руським, що взяли славне місто яське Дедеяков, зимою 8 лютого місяця, на пам'ять святого пророка Захарії, і полон і користь велику взяли, а супротивних без числа зброєю побили, а град їх вогнем підпалили».
Для вирішення проблеми локалізації міста важливо, що воно назване «славний град Яський Дедеяков». Ясами в руських літописах XIII сторіччя називали алан Північного Кавказу. Епітет «славний» говорить про те, що місто було досить велике і відоме.
Під 1319 роком в Никонівському літописі, в оповіданні про загибель Михайла Тверського, вказані географічні орієнтири місця його смерті: «…за річкою за Теркою, під великими горами під Яськими і Черкаськими, у граді Тітякові, на річці Сівінці, поблизу Врат Залізних, у боввана мідного золотої голови, у Теміревої богатиревої могили».
Більшість сучасних дослідників вважає, що «Терка» — це річка Терек, «Сівінець» — річка Сунжа (виходячи з її місцевого тюрко-перського найменування Севендж або Сундж), а «Врата Залізні» — Дарьяльський прохід через Кавказький хребет. Хоча існують і інші версії. Так В. О. Штро ототожнює «Сівінець» з річкою Сулак, а Залізні Ворота — з Дербентським проходом понад Каспієм.
При спробах локалізації міста також часто використовується літописний опис шляху, яким було перевезено тіло Михайла Тверського з Дедякова в Москву: «Князь Юрій наказав взяти тіло його і положили на віз, перевезли за річку Адьжь. Після ж звідти тіло Можча-рик, звідти перевезли його до граду Бездеж… і довезли його до Москви». Річка Аджь — на тюркських мовах означає «гіркота», «печаль» (за літописом «ще зветься Горе, горе бо і бе браття») — досить поширений топонім на Кавказі і Надкаспії. За Є. Г. Пчеліною, мова тут може йти про Гірку протоку в гирлі Терека неподалік від сучасного Кизляра . Місто Бездеж стояло на Волзі біля сучасної Єнотаевки.

### Назва
- Тітяков (Тєтяков): Львівський літопис, IV Новгородський літопис, V Новгородський літопис, Софійський I літопис, Статечна книга, Тверський літопис.
- Дедяков / Тітяков: Воскресенський список, Московський літописний звід, Никонівський літопис — в цих літописах у подіях 1277—1288 років місто отримало свою назву Дедяков (Дадаков), а в записах 1319 року — Тітяков (Тєтяков).
- Дєдєяков: Троїцький літопис (в реконструкції М. Д. Присьолкова).

Вважалося, що похідну назву міста спотворено руським закінченням «-ов», що відсутнє в кавказьких мовах. Всеволод Міллер пояснює закінчення «ков» осетинським «-хьау» (-кау), властиве назвам багатьох осетинських сіл і що означає «селище». Отже Дедяков-Тітяков руських літописів слід розуміти, як осетинське «Дєдя-х'оєу» або «Тєтя-х'оєу». Є. Г. Пчеліна тлумачить назву, як похідне від чечено-інгушського «Дяттахо» — назви місцевості, що фігурує в фольклорній оповіді «Про канаву Тимира Кульгавого».

### Ірак-І-Дадіан
Ірак-і Дадіан  — в роботі мандрівника XVII сторіччя Евлія Челебі «Книга подорожів» називається селище над Тереком у сучасній Осетії Татартуп, що, ймовірно, співвідноситься з літописним «Дедяков».

## Локалізації
Перша, помилкова спроба встановити місцезнаходження міста Дедякова на Дністрі виникла з отожненням наддунайських ясів з літописними (М. М. Щербатов, В. Н. Татищев).

### Південний Дагестан (Дербент, Сулак)
Дедяков співвідносять з місцем загибелі Михайла Тверського Тітяковим, за М. М. Шербатовим, М. М. Карамзіним у Південному Дагестані біля Дербента. Очевидно, підставою для цього послужила згадка в літописі «Воріт Залізних», що тоді вважалися тільки Дербентським проходом понад Каспію. М. М. Карамзін вказував на тодішній аул Дєдух або Дивен. Ю. Клапрот заперечив, що надкаспійські Залізні ворота не були єдими на Кавказі. Наприкінці XX сторіччя В. О. Штро припустив розташування Дедякова у сточищі річки Сулак, в районі Андрейаул (сучасний аул Ендірей на південно-східній околиці дагестанського міста Хасав'юрт). 

### Куртатинська ущелина (Фіагдон)
П. Г. Бутков висловив припущення, що Дедяков міг бути розташований у місцевості Хуиськ-Адаг (Сухий яр) у Куртатинській ущелині на річці Фіагдон. В. Б. Пфафф дослідив численні середньовічні пам'ятки над Фіаглоном й припустив, що вони є літописним Дедяковим. Ф. С. Гребенець (Панкратов) вважав, що Дедяковим є селище Далагкау на Фіагдоні, у якому є залишки родового селища легендарних прабатьків осетин Тага і Курта, з численними оборонними вежами і укріпленими садибами. М. О. Караулов стверджував що літописним Тетяковим є осетинське невідоме сучасникам село Теттікау на Фіагдоні.

### Владикавказ
У XIX сторіччі виникло припущення про зв'язок Дедякова з городищем хозаро-аланського часу, що лежало на південь від Владикавказу (у південній частині сучасного міста) на пагорбах правого берега Терека. Про це писали Юліус Клапрот , Хритиян Френ, Йозеф фон Гаммер-Пургшталь, Всеволод Міллер , Іван Толстой і Никодим Кондаков. У XX сторіччі цю точку зору підтримували Олександр Міллер , Б. В. Скитський , Леонід Семенов , Володимир Мінорський. Ця ж версія потрапила в «Нариси історії СРСР». На думку сучасних дослідників, дана гіпотеза не враховує вказівку всіх списків літописів на близькість річки Сівінець (Сунжи).

### Верхній Джулат (Татартуп)
Петро Бутков став першим, хто висловив припущення про його перебування в Татартупі. В середині XX сторіччя ця версія була підтримана Леонідом Лавровим. У своїй роботі Лавров спирається на відомості з втраченої старовинної рукописи, що знаходилася в архіві командира Моздоцького полку Андрія Султан Казі-Гірея, в якій говорилося про те що Узбек-хан в 1319 році займався відбудовою замку Жулат. В іншій своїй роботі він наводить дані Плано Карпіні про багаторічну облогу монголами «якоїсь гори у алан», вважаючи що цією горою є Татартуп-Дедяков. Ототожнення Дедякова з Верхньоджулатським городищем (Татартупом) було підтримано М. Г. Сафаргаліевим, Б. В. Скитським, В. А. Кучкиним, а також проводили тут розкопки Є. І. Крупнова і В. О. Кузнєцовим. Ця ж версія, за підписом Є. І. Крупнова, фігурує в «Великій радянській енциклопедії» . Головним недоліком даної гіпотези є те, що згідно з літописними джерелами Дедяков стояв за Тереком, на річці Сівінець, а Татартуп знаходиться безпосередньо на Тереку.

### Сточище річки Сунжа
Вивчаючи літописні джерела, В. Й. Ключевський прийшов до висновку про те, що Дедяков стояв на річці Сунжа. На початку XX століття про це ж згадував М. Ф. Яковлєв.
Можливе розташування Дедякова у сточищі річки Сунжа (Сівінець руських літописів) — Гамурзіївське городище в Назранівському районі Інгушетії.

## література
- Ахриев Ч. Э. Ингуши. // Терские ведомости. — 1871. — Вып. 13.
- Дедяков // Большая советская энциклопедия. — М.: Советская энциклопедия, 1969—1978.
- Бутков П. Г. Материалы для новой истории Кавказа, с 1722 по 1893 год: в 3-х частях. — СПб., 1869. — С. 262.
- Бутков П. Г. О браках князей русских с ясынями. // Северный Архив. — СПб., 1825. — Т. XIII, кн. 4. — С. 317, 329.
- Бутков П. Г. Опыт древней истории Осетии // Архив АН СССР, рукописный отдел, папки7, л. 246, прим. 105. — Л.
- Виноградов В. Б. Ещё раз о месте убийства Михаила Тверского, речке «Горесть» и «славном граде ясском Дедякове». // Учёные записки Чечено-Ингушского пед. института. Сер. историч. наук. — Грозный, 1968. — Т. 8, № 26. — С. 62—70.
- Гребенец Ф. С. Могильники в Куртатинском ущелье. // Сборник материалов для описания местностей и племён Кавказа. — Тифлис, 1915. — Т. 44. — С. 71.
- История Северо-Осетинской АССР. — М., 1959. — С. 64.
- Карамзин Н. М. История государства Российского. — Издание второе, исправленное. — СПб.: Типография Н. Греча, 1819. — Т. 4. — С. 127. — 300,255 с.
- Караулов М. А. Терское казачество в прошлом и настоящем. — Владикавказ, 1912. — С. 247.
- Карпини Д. П. История монголов / Пер. А. И. Малеина. — СПб., 1910. — С. 42.
- Ключевский В. О. Древнерусские жития святых. — М., 1871. — С. 71.
- Крупнов Е. И. Новые археологические исследования. // Социалистическая Осетия. — 1958. — Вып. 207.
- Крупнов Е. И. Взаимосвязи Северного Кавказа с древней Русью. // Социалистическая Осетия. — 1960. — Вып. 9.
- Крупнов Е. И. По материалам работ Северо-Кавказской экспедиции. // Тезисы докладов на заседаниях, посвящённых итогам полевых исследований в 1960 г. — Отделение исторических наук АН СССР, Институт археологии, 1961. — С. 49—50, $11.
- Крупнов Е. И. Ещё раз о местонахождении города Дедякова. // Славяне и Русь. — М.: Издательство «Наука», 1968. — С. 291—297. — 471 с. — 3800 экз.
- Кузнецов В. А. На развалинах Татартупа. // Путешествие в древний Иристон. — М.: «Искусство», 1974. — 142 с. — 75 000 экз.
- Кучкин В. А. Где искать ясский город Тютяков? // Известия Северо-Осетинского НИИ. — Орджоникидзе: Северо-Осетинский НИИ, 1966. — Т. 25. — С. 169—183.
- Лавров Л. И. «Обезы» русских летописей. // Советская этнография. — 1946. — Вып. 4. — С. 49. — ISSN 0038-5050.
- Лавров Л. И. Происхождение кабардинцев и заселение ими нынешней территории. // Советская этнография. — 1956. — Вып. 1. — С. 24—27. — ISSN 0038-5050.
- Мамаев Х. М. О городе Дедякове и Алханкалинском городище. // Археология и вопросы этнической истории Северного Кавказа. — Грозный, 1979. — С. 112—117.
- Марковин В. И., Ошаев Х. Д. О местоположении ясского города Дедяков. // Советская археология. — 1978. — Вып. 1. — С. 83—95.
- Миллер А. А. Отчётный доклад в Северо-Осетинском научно-исследовательском институте в г. Владикавказе после окончания поездки в 1927 году по Северной Осетии. — 1927.
- Миллер В. Ф. Осетинские этюды. — М., 1887. — Т. III. — С. 70.
- Оньибене П. Древние города аланов. // Известия СОИГСИ. — Владикавказ: Северо-Осетинский институт гуманитарных и социальных исследований им. В. И. Абаева Владикавказского научного центра РАН и Правительства РСО-А, 2017. — Вып. 25(64). — С. 63—76. — ISSN 2223-165X.
- Очерки истории СССР. Период феодализма IX—XV вв. — М., 1953. — Т. II. — С. 789, прим.4.
- Присёлков М. Д. Троицкая летопись. Реконструкция текста. — М., Л., 1950. — С. 334, 356.
- Пчелина Е. Г. О местонахождении ясского города Дедякова по русским летописям и исторической литературе. // OSSETICA: Избранные труды по истории, этнографии и археологии осетинского народа. — Владикавказ: «Золотое сечение», 2013. — С. 52—70. — 327 с. — 1000 экз. — ISBN 978-5-904719-07-4.
- Пфафф В. Б. Материалы для истории Осетии. // Сборник сведений о кавказских горцах. — Тифлис, 1871. — Т. V. — С. 43—44.
- Сафаргалиев М. Г. Где находился золотоордынский город Дедяково. // Учёные записки Мордовского педагогического института. — Саранск, 1956. — Т. IV. — С. 128—136.
- Сафаргалиев М. Г. Распад Золотой Орды. // Учёные записки Мордовского педагогического института. — Саранск, 1960. — Т. VI. — С. 54.
- Семёнов Л. П. Из истории города Дзауджикау. — Дзауджикау, 1947. — С. 6.
- Скитский Б. В. Из прошлого города Дзауджикау. // Социалистическая Осетия. — 1944. — Вып. 55.
- Татищев В. Н. История Российская. — СПб.: Типография Вейтбрехта, 1784. — Т. IV. — С. 51.
- Толстой, И. И., Кондаков Н. П. Русские древности в памятниках искусства. — СПб., 1890. — Т. III. — С. 102.
- Штро В. А. Дербент и Железные ворота в древнерусской литературе. // Труды отдела древнерусской литературы. — Л.: «Наука», 1989. — Т. XLII. — С. 262—267.
- Щербатов М. М. История Российская от древнейших времён. — СПб., 1774. — Т. III. — С. 138—139,284.
- Эвлия Челеби. Глава III. Путь через земли Большой и Малой Кабарды. Описание древних городов и великого города земли Дагестанской, то есть описание древнего города Ирак-и Дадиан // Книга путешествия. Извлечения из сочинения турецкого путешественника XVII века. Перевод и комментарии. — М.: Издательство «Наука». Главная редакция восточной литературы, 1979. — Т. 2. Земли Северного Кавказа, Поволжья и Подонья. — С. 99—103. — (Памятники литературы народов Востока). — 5000 экз.
- Яковлев Н. Ф. Вопросы изучения чеченцев и ингушей. — Грозный, 1927.
- Hammer-Purgstall. Geschichte des Goldenen Horde in Kiptschak das ist der Mongolen in RuGland. — Pesth., 1848. — С. 11,257,580.
- Minorskij W. F. The Alan Capital Magas and the Mongol Campaigns. // Bulletin of the School of Oriental and African Studies. — 1952. — Т. XIV. — С. 238.
- Potocki J. Voyage dans les Steps D'Astrakhan at che Caucase. — Paris, 1828. — Т. II. — С. 389. — см. предисловие издателя.
- Воскресенский список // Полное собрание русских летописей / Подготовлена к изданию Я. И. Бередниковым и А. Ф. Бычковым под ред. А. С. Норова. — СПб.: Типография Эдуарда Праца, 1856. — Т. VII. — С. 173, 194. — 345 с.
- Львовская летопись // Полное собрание русских летописей / Под ред. С. А. Андианова. — СПб.: Типография М. А. Александрова, 1910. — Т. XX. — С. 184. — 418 с.
- Московский летописный свод конца XV века // Полное собрание русских летописей / Под ред. М. Н. Тихомирова. — М.-Л., 1949. — Т. XXV. — С. 152,164. — 464 с.
- Никоновская летопись // Полное собрание русских летописей / Под ред. А. Ф. Бычкова. — СПб.: Типография министерства внутренних дел, 1885. — Т. X. — С. 155,156, 184. — 244 с.
- Новгородская IV летопись // Полное собрание русских летописей. — СПб.: Типография Эдуарда Праца, 1848. — Т. IV. — С. 43. — 363 с.
- Симеоновская летопись // Полное собрание русских летописей. — СПб., 1913. — Т. XVIII. — С. 75.
- Софийская I летопись // Полное собрание русских летописей. — СПб.: Типография Эдуарда Праца, 1851. — Т. V. — С. 199, 213.
- Степенная книга // Полное собрание русских летописей / Под ред. П. Г. Васенко. — СПб.: Типография М. А. Александрова, 1908. — Т. XX, ч.1. — С. 339. — 342 с.
- Тверская летопись // Полное собрание русских летописей / Под ред. А. Ф. Бычкова. — СПб.: Типография Леонида Демиса, 1863. — Т. XV. — С. 411. — 504 с.
- Лицевой летописный свод XVI века. Русская летописная история . — М.: ООО "Фирма «АКТЕОН», 2014. — Т. 7. 1290—1342 гг. — С. 355—357. — 504 с.